# Skowrończyk łuszczakowaty
Skowrończyk łuszczakowaty (Spizocorys fringillaris) – gatunek małego ptaka z rodziny skowronkowatych (Alaudidae). Występuje endemicznie w północno-wschodniej RPA. Zagrożony wyginięciem.

## Taksonomia
Po raz pierwszy gatunek opisał Carl Jakob Sundevall w 1850. Nadał mu nazwę gatunkową Alauda fringillaris. Holotyp pochodził z Leeuspruit w prowincji Wolne Państwo (RPA). Przejściowo bywał włączany do wyróżnionego przez G. E. Shelleya rodzaju Botha. Obecnie akceptowany pod nazwą Spizocorys fringillaris. Gatunek monotypowy.
Proponowana nazwa rodzajowa Botha pochodzi od postaci Louisa Bothy. Angielska nazwa tego ptaka brzmi „Botha’s Lark” – dosł. skowronek Bothy. Epitet gatunkowy fringillaris bierze się od łacińskiego słowa fringilla – zięba.

## Morfologia
Długość ciała wynosi 13–14 cm; z tego blisko 15 mm przypada na dziób, a 63 mm na ogon. Skrzydło mierzy około 79 mm, a skok – 22 mm. Ogółem wierzch ciała brązowoszary, miejscami z domieszką żółtobrązowego. Na piórach widoczne płowoszare krawędzie. Pokrywy skrzydłowe matowobrązowe, mają cienkie, żółtobrązowe obrzeżenia; większe pokrywy mają krawędzie rdzawe, cecha widoczna szczególnie na końcach piór. Lotki ciemnobrązowe; w przypadku lotek I rzędu występują rdzawe obrzeżenia, węższe bliżej końca. Lotki II rzędu na końcu żółtobrązowe, szarawe. Niższa część grzbietu, kuper i pokrywy nadogonowe w wypłowiałym odcieniu brązu, posiadają szarawe, żółtobrązowe krawędzie. Sterówki ciemnobrązowe, środkowa para jaśniejsza z wyraźną matowożółtą krawędzią; przedostatnia para posiada białe chorągiewki zewnętrzne, ostatnia posiada białe nasady piór, na których białe pole ciągnie się ukosem przez ponad połowę pióra. Kantarek i brew piaskowopłowe. Rdzawe pokrywy uszne są pokryte przez brązowe plamki, zwłaszcza bliżej tułowia. Policzki, gardło i boki szyi płowobiałe. Pozostała część spodu ciała płowokremowa, na piersi – gdzie występują gęste, brązowe plamki – nieznacznie izabelowata. Pokrywy podskrzydłowe izabelowate z kilkoma brązowymi plamkami nieopodal kości śródręcza. Dziób o barwie rogu, nogi brązowawe (w oryginale jako kolor sjeny), tęczówka orzechowa.

## Zasięg występowania
Skowrończyk łuszczakowaty jest gatunkiem endemicznym północno-wschodniej Republiki Południowej Afryki. Występuje we wschodniej części prowincji Wolne Państwo i części południowej prowincji Mpumalanga. BirdLife International szacuje ten obszar na 7800 km².

## Ekologia
S. fringillaris zasiedla wyżynne łąki o krótkich trawach, zwykle na czarnych glebach gliniastych; preferuje te z intensywnym wypasem zwierząt. Unika obszarów ze słabym nawodnieniem, wysokich traw na dnach dolin, pastwisk z bujną roślinnością, obszarów skalistych oraz upraw. W skład pożywienia wchodzą nasiona oraz owady – chrząszcze, prostoskrzydłe i ćmy. Poszukuje ich na ziemi, żwawo poruszając się i zbierając zdobycz z gleby; niekiedy poluje w powietrzu.

## Lęgi
Okres lęgowy trwa od października do stycznia. Gatunek monogamiczny, gniazduje samotnie. Niekiedy odległość między gniazdami mniejsza od 50 m. Są to konstrukcje w postaci kubeczka z suchej trawy, wyściełane cienkimi źdźbłami, włosiem i piórami. Zwykle umieszczone w zagłębieniu między kępami traw, pod krzewem lub pod osłoną owczych odchodów. W zniesieniu 2–3 jaja. Wysiadują je oba ptaki z pary przez blisko 13 dni. Młode karmione są owadami. Opuszczają gniazdo po 11–15 dniach.

## Status i zagrożenia
W latach 70. XX w. gatunek uznawany za zbyt słabo zbadany, by określić jego zagrożenie, niemniej na tyle rzadki, by być włączonym na listę południowoafrykańskich gatunków ptaków wymagających ochrony, wówczas liczącą wraz z nim 101 pozycji. IUCN klasyfikuje gatunek jako zagrożony wyginięciem (EN, Endangered) od roku 2000; wcześniej, w latach 1994 i 1996, gatunek zostawał uznany za narażony (VU, Vulnerable). Populacja ma prawdopodobnie trend spadkowy i według szacunków BirdLife International liczy nie więcej niż 2500 dorosłych osobników. Za przerzedzanie populacji odpowiada niszczenie środowiska; wskutek rolnictwa zniszczono około 80% obszarów, na których potencjalnie mógłby występować skowrończyk łuszczakowaty; ponadto zagraża mu rozwój górnictwa. Za utraty lęgów odpowiadają głównie mangusty, węże oraz gryzonie.